# Liga din Cambrai

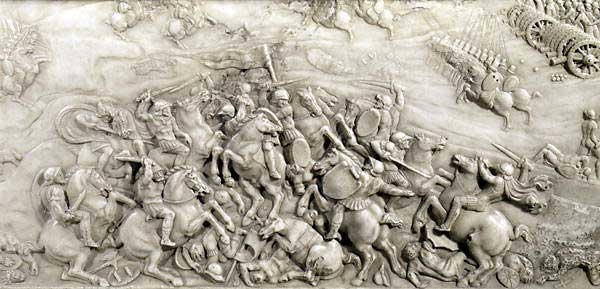
Bătălia de la Agnadello (14 mai 1509) - prima bătălie importantă din cadrul războiului Ligii din Cambrai. Basorelief de marmură.

Liga din Cambrai a fost o alianță anti-venețiană, care îi includea pe Ludovic al XII-lea, Maximilian I al Sfântului Imperiu Roman și pe Ferdinand al II-lea al Aragonului, constituită la inițiativa papei Iulius al II-lea în 1508. Datorită faptului că a fost inițiată de papalitate, a fost considerată în acea epocă o „ligă sfântă” deși era îndreptată împotriva unui stat nominal creștin.

## Contextul istoric

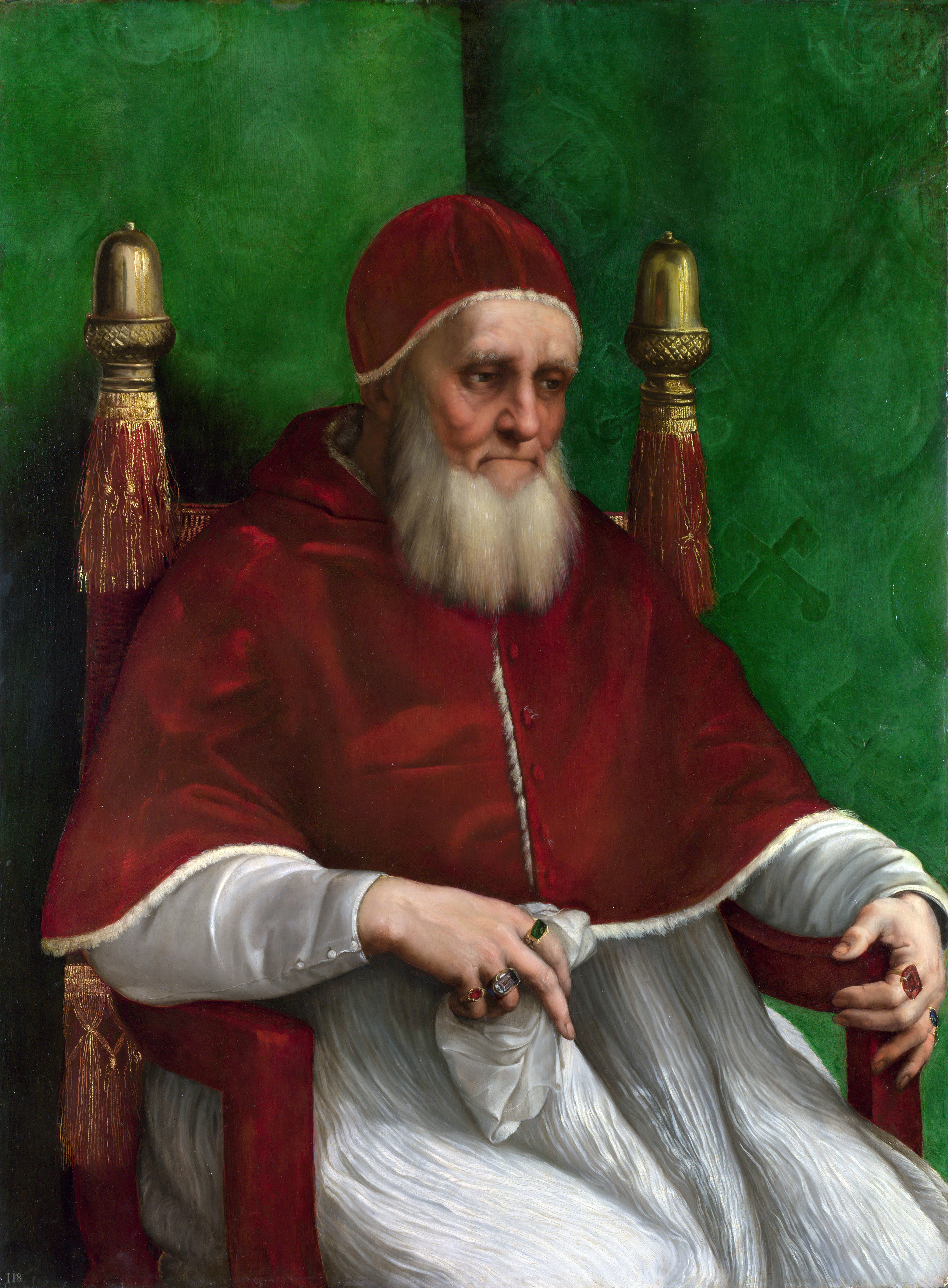
Papa Iulius al II-lea, inițiatorul Ligii din Cambrai - pictură de Rafael (1511).

După prima fază a Războaielor Italiene, încheiată cu victoria Ligii Sfinte și retragerea francezilor din peninsulă, au apărut disensiuni între doi din actorii principali ai Ligii: autoritatea papală și Republica Venețiană. Papa Alexandru al VI-lea a extins teritoriul Statelor Papale în Italia centrală, anexând regiunea istorică Romagna. Profitând de moartea papei Alexandru al VI-lea și de dificultatea în care se afla Cesare Borgia (fiul natural al papei Alexandru, „gonfalonier” - căpitan-general al forțelor papale), seniorii deposedați de domeniile lor din Romagna și-au oferit serviciile Republicii Veneția, devenind vasali ai acesteia în schimbul redobândirii vechilor domenii. Senatul venețian a acceptat această ofertă și în 1503 a ocupat mai multe orașe din Romagna, printre care Rimini și Faenza. Noul papă, Iulius al II-lea, a hotărât să restabilească autoritatea papală asupra orașelor respective cerând Veneției să își retragă trupele. Republica Venețiană, cu toate că a decis să recunoască suveranitatea papei asupra acestor cetăți și să plătească un tribut pentru ele, a refuzat să predea efectiv acele orașe. În această situație, papa Iulius al II-lea a reușit să-i facă pe regele Franței Ludovic al XII-lea și pe împăratul Maximilian I să semneze în decembrie 1508 Tratatul de la Cambrai. În aparență, pacea era restabilită între principii creștini și nimic nu îi mai împiedica să pornească la cruciada, de atâtea ori anunțată dar amânată, împotriva Imperiului Otoman. În realitate, acest tratat, pe care s-a bazat așa numita Ligă din Cambrai, era îndreptat împotriva Republicii Venețiene, pe care papa dorea să se răzbune.

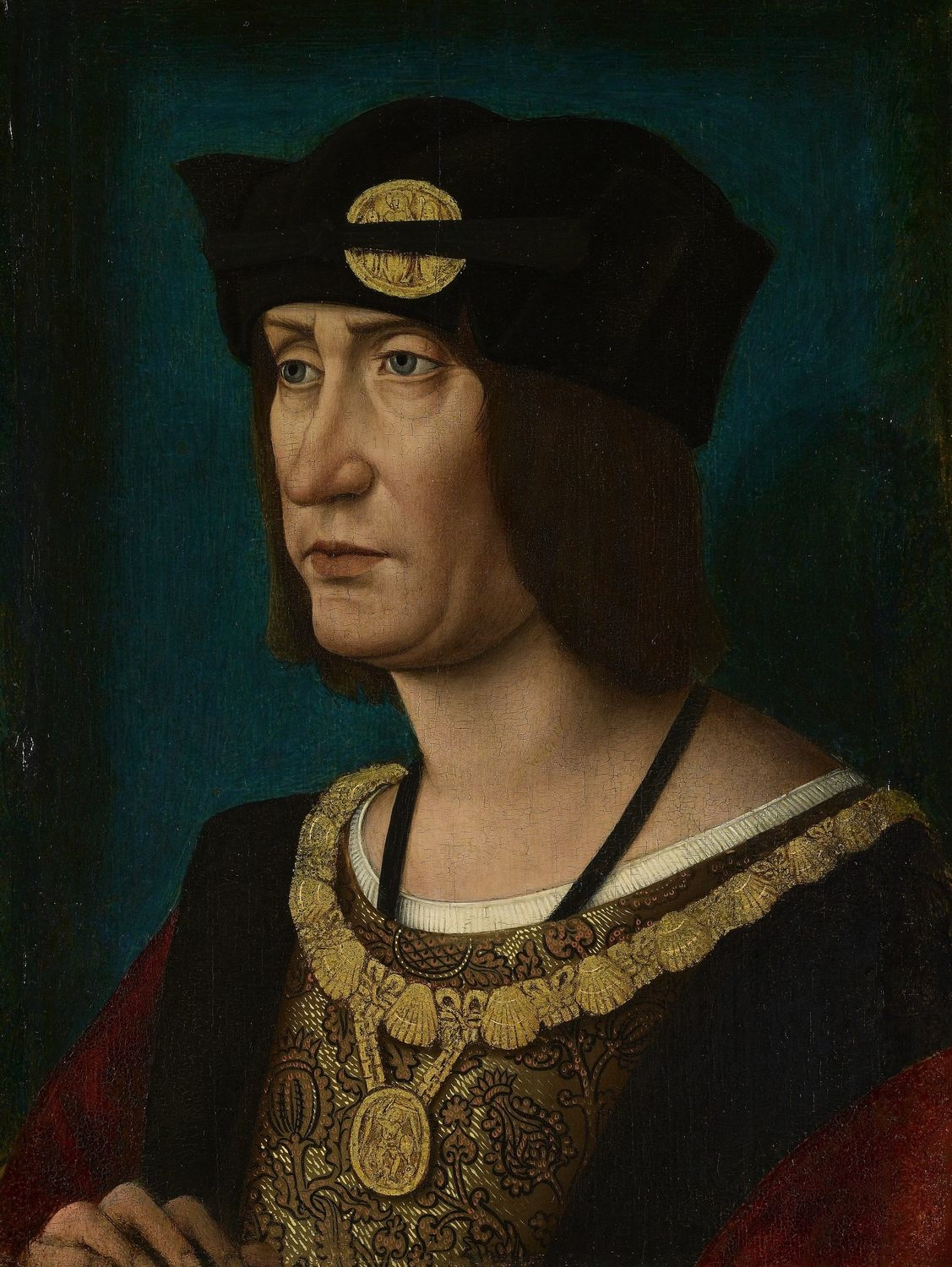
Regele Ludovic al XII-lea al Franței

Conflictele din perioada 1508-1516 a Războaielor Italiene pot fi împărțite în trei războaie distincte: Războiul Ligii din Cambrai (1508-1510), Războiul Ligii Sfinte (1510-1514) și Primul Război Italian al lui Francisc I (1515-1516). Războiul Ligii Sfinte poate fi și el divizat în: Războiul din Ferrara (1510), Războiul propriu-zis al Ligii Sfinte (1511-1514), Războiul Anglo-Scoțian din 1513 și Războiul Anglo-Francez din 1513-1514.  Alți istorici tratează această perioadă de conflicte ca pe un singur război („Războiul Ligii din Cambrai”).

## Războiul Ligii din Cambrai (1508-1510)

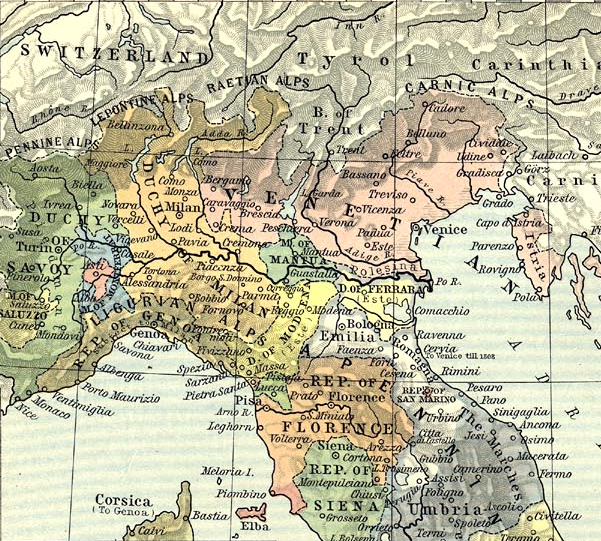
Italia de Nord la începutul secolului XVI

Deși motivul real al înființării Ligii din Cambrai era dorința papei Iulius al II-lea de a restabili autoritatea papală asupra tuturor orașelor din Romagna și de a pedepsi astfel Republica Venețiană, pretextul l-a constituit numirea de către venețieni a propriului lor candidat la demnitatea eclesiastică de episcop al Vicenzei, numire prin care se încălcau prerogativele papei de la Roma. La chemarea papei către toate națiunile creștine de a i se alătura într-o expediție care să supună Veneția, au răspuns inițial numai Franța, Sfântul Imperiu Roman și Regatul Aragonului, reprezentanții  împăratului Maximilian I, ai regelui Ludovic al XII-lea al Franței și ai regelui Ferdinand al II-lea al Aragonului semnând la 10 decembrie 1508 Tratatul de la Cambrai, în prezența trimișilor papei.
În primăvara anului 1509, o armată franceză, numeroasă și bine echipată pentru acea epocă, condusă de Ludovic al XII-lea (care ridicase în mod constant pretenții asupra ducatului Milano, în calitate de moștenitor al Valentinei Visconti, bunica sa), a trecut Alpii și a obținut în Bătălia de la Agnadello⁠(it)[traduceți] (14 mai 1509, în apropiere de Milano) o victorie deplină asupra venețienilor. Împăratul Maximilian I, cu toate angajamentele luate la Cambrai, nu jucase niciun rol în această campanie. Cu toate acestea, venețienii preferau să ducă tratative cu unii dintre adversarii lor, decât să se apere cu armele, astfel încât foloasele acestei victorii au fost trase de Sfântul Imperiu Roman de Națiune Germană, nu de francezii învingători pe câmpul de luptă (de exemplu, orașele-cetăți Verona, Vicenza și Padova au dus tratative și au capitulat în fața lui Maximilian, nu a francezilor).
În anul următor, Papa Iulius al II-lea, considerând că nu mai are nevoie de francezi în Italia, venețienii fiind deja înfrânți datorită acestora, începe o activă politică antifranceză. În acest sens se împacă cu Republica Veneția, își asigură sprijinul cantoanelor elvețiene și strânge legăturile cu Spania și Anglia. Pe de altă parte, Franța, după decesul lui Georges d'Amboise⁠(fr)[traduceți], principalul sfetnic al regelui, nu mai are o politică externă coerentă.

## Războiul Ligii Sfinte (1510-1514)
Creșterea rivalității dintre papă și suveranul francez au dus la dizolvarea de facto a alianței dintre aceștia, alianță care stătea la baza Ligii din Cambrai. Papa Iulius al II-lea, aflat în conflict cu ducele Alfonso d'Este și-a formulat intenția de a cuceri ducatul acestuia (Ferrara), pe care să îl adauge Statelor Papale. Dar Alfonso d'Este era un aliat al francezilor, pe care îi sprijinise eficient pe plan militar și politic în timpul războiului cu Republica Venețiană.
În această situație, papa a declanșat un nou război, de data aceasta împotriva francezilor. Forțele proprii fiindu-i insuficiente pentru această aventură, papa a angajat o armată de mercenari elvețieni, ordonând atacul asupra francezilor cantonați în Milano. De asemenea, el a răsturnat complet alianțele inițiale ale Ligii din Cambrai, invitând Republica Veneția să i se alăture în războiul împotriva francezilor; Veneția, dornică să se revanșeze pentru înfrângerile suferite în Războiul Ligii din Cambrai, a acceptat rapid această ofertă. În iulie 1510, noua alianță veneto-papală și-a început ofensiva. Un atac inițial asupra Genovei ocupate de francezi a eșuat, dar trupele venețiene comandate de Lucio Malvezzo i-au alungat pe francezi din Vicenza la începutul lunii august, iar o forță comună comandată de Francesco Maria della Rovere, duce de Urbino, a capturat Modena pe 17 august 1510. Forțele franceze din Italia, conduse de Charles d'Amboise, profitând de întârzierea mercenarilor elvețieni angajați de papă, au înaintat spre Bologna (unde se afla în acel moment și papa Iulius al II-lea), rupând legăturile dintre zonele în care erau amplasate forțele papale. La 18 octombrie, francezii ajunseseră la doar câțiva kilometri de oraș. Papa Iulius al II-lea își dădu seama abia acum că bolognezii erau ostili în mod deschis față de papalitate și nu ar fi opus nicio rezistență francezilor; pentru a scăpa, a recurs la excomunicarea lui Charles d'Amboise, care a evitat atacarea persoanei papei, și a reușit să se retragă spre Ferrara doar cu un detașament de cavalerie venețiană.
În decembrie 2010, forțele armate papale au fost reorganizate și au reușit să cucerească Concordia sulla Secchia (în provincia Modena), apoi au asediat Mirandola. Charles d'Amboise, cu armata sa, a pornit în marș forțat spre această cetate, pentru a veni în ajutorul celor asediați, dar pe drum s-a îmbolnăvit și a murit. Mirandola a căzut în ianuarie 1511, războinicul papă Iulius al II-lea comandând personal asaltul final. A fost apoi rândul francezilor (comandați, după moartea lui Charles d'Amboise, de către condotierul Gian Giacomo Trivulzio) să revină în ofensivă și să recucerească Concordia sulla Secchia și Castelfranco. Între timp, Alfonso d'Este, ducele de Ferrara, aliatul francezilor, a învins o armată venețiană pe malurile Padului, astfel că Bologna a rămas din nou izolată, predându-se francezilor la 23 mai 1511.
În această situație, cu armata papală învinsă și dezorganizată și cu forțele franceze ocupând aproape în totalitate regiunea Romagna, papa Iulius al II-lea a recurs la un act politic controversat ulterior, proclamând o „Ligă Sfântă” împotriva Franței, stat creștin. Mai exact, în iunie 1511, papa Iulius al II-lea a oficializat Liga Sfântă (1511)⁠(it)[traduceți], o coaliție îndreptată împotriva lui Ludovic al XII-lea, rege al Franței și duce de Milano, coaliție care reunea Spania, Republica Venețiană, Confederația Veche a Elveției și Anglia. Ulterior, la această „ligă sfântă” a aderat și Sfântul Imperiu Roman. Se poate remarca faptul că nu se punea de fapt nicio problemă religioasă (numele de „ligă sfântă” al acestei alianțe fiind unul arbitrar), litigiul fiind unul pur politic.
De partea franceză, onoarea, dar și dificultatea, de a lupta împotriva atâtor inamici i-a revenit lui Gaston de Foix⁠(en)[traduceți], duce de Nemours, nepot al lui Ludovic al XII-lea, care fusese numit în 1511 locotenent al regelui în Ducatul de Milano. La comanda forțelor franceze din Italia, el reușește în primăvara anului 1512 o campanie militară remarcabilă, descumpănindu-și adversarii prin deplasări rapide și atacuri surprinzătoare. La 11 aprilie 1512, el a obținut o victorie strălucită asupra spaniolilor, la Ravena, dar a fost ucis chiar în seara aceleiași zile, în timp ce îi urmărea pe inamicii în retragere. După moartea lui Gaston de Foix, francezii au început să piardă teren. Papa Iulius al II-lea a angajat o altă armată de mercenari elvețieni; aceștia au coborât până la Milano, fiind însoțiți și de ducele Sforza, care era hotărât să-și recâștige controlul asupra Ducatului de Milano. Garnizoanele franceze au abandonat provincia Romagna (unde ducele de Urbino a capturat rapid Bologna și Parma) și s-au retras în Lombardia, încercând să temporizeze atacurile armatei papale. În august 1512, trupele elvețiene, sprijinite și de un contingent venețian, i-au forțat pe francezi să se retragă din Milano, restaurându-l pe Massimiliano Sforza ca duce de Milano.

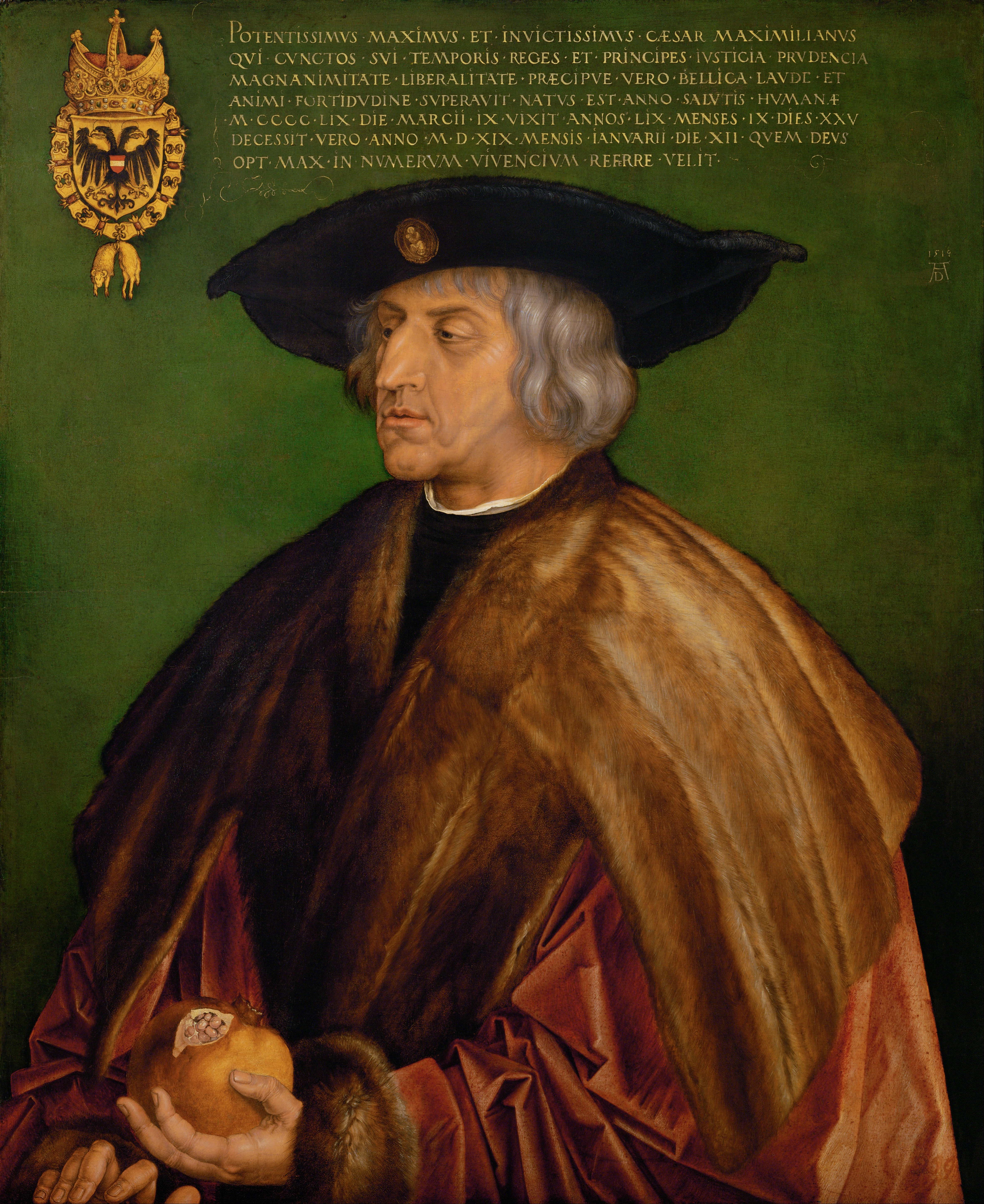
Împăratul Maximilian I al Sfântului Imperiu Roman

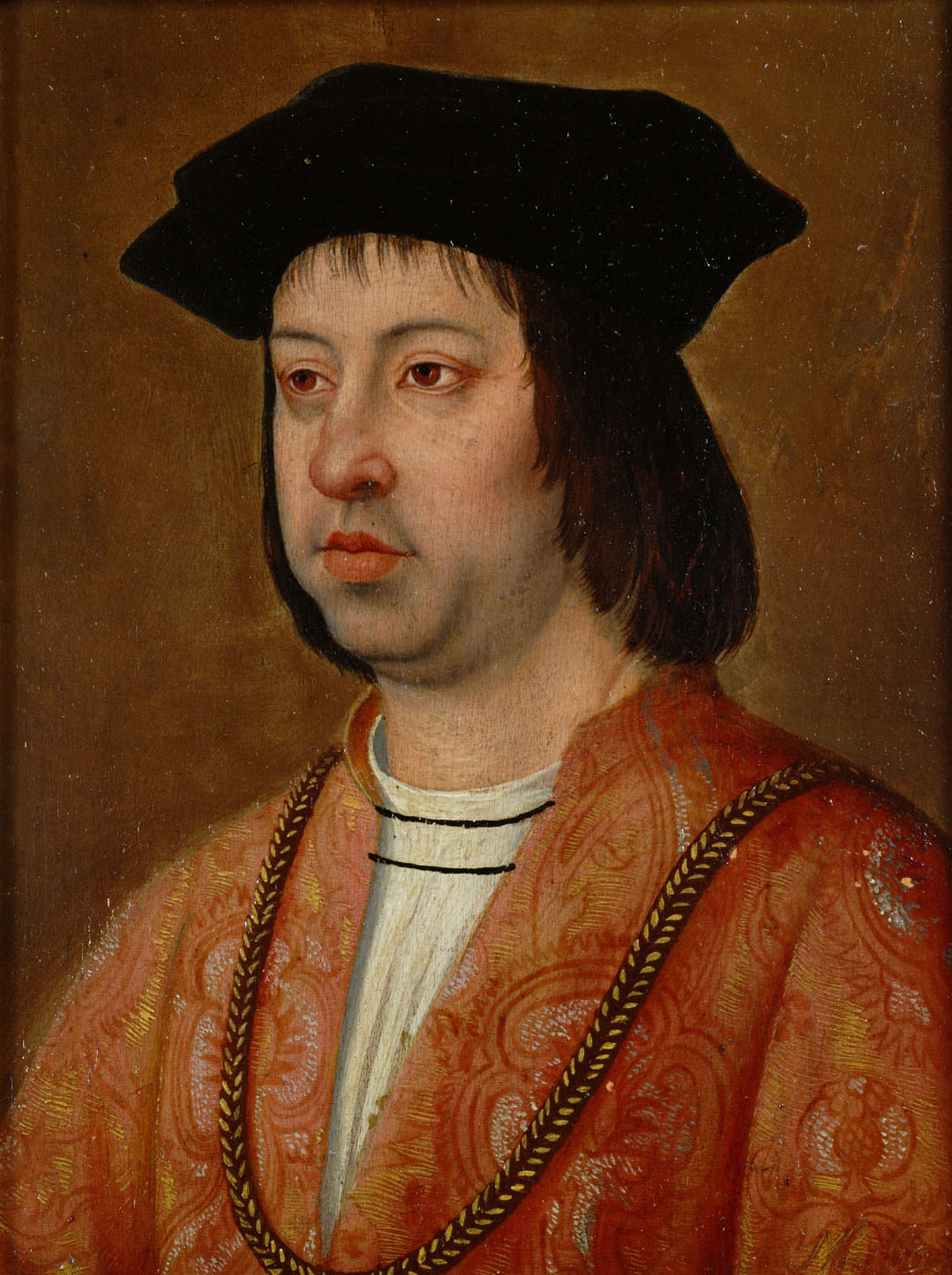
Regele Ferdinand al II-lea al Aragonului

La sfârșitul lunii august 1512, membrii Ligii Sfinte s-au întâlnit la Mantua pentru a discuta situația din Italia, în special împărțirea teritoriului dobândit de la francezi. Ei au ajuns relativ repede la un acord cu privire la Florența, acord care nu l-a mulțumit însă pe papa Iulius al II-lea. La cererea papei, Ramon de Cardona a intrat în Toscana, a distrus rezistența florentină, a răsturnat Republica Florentină și l-a instalat pe Giuliano de' Medici ca stăpân al orașului.
Au apărut însă și alte dezacorduri fundamentale între membrii Ligii Sfinte referitoare la teritoriile recucerite de la francezi. În timp ce papa Iulius al II-lea și venețienii insistau ca lui Massimiliano Sforza să i se permită să păstreze Ducatul de Milano, împăratul Maximilian și regele Ferdinand al Aragonului doreau ca unul dintre verii lor să fie instalat ca duce la Milano. Papa a cerut anexarea imediată a Ferrarei la Statele Papale, dar Ferdinand s-a opus acestui aranjament, dorind existența unei Ferrare independente pentru a contracara creșterea puterii papale. Totuși, cel mai problematic aspect la aceste tratative era atitudinea lui Maximilian față de Veneția. Împăratul a refuzat să renunțe în favoarea Veneției la orice teritoriu imperial, care, în opinia sa, includea cea mai mare parte a regiunii Veneto; în acest scop, el a semnat cu papa un acord pentru a exclude complet Veneția de la partajarea teritoriilor. Când Republica Venețiană a obiectat, papa Iulius a amenințat că va reactiva Liga din Cambrai împotriva Veneției, această amenințare făcându-i însă pe venețieni să încerce o împăcare cu regele Ludovic al XII-lea.
Papa Iulius al II-lea a murit la 20 februarie 1513, fiind înlocuit cu pașnicul Leon al X-lea, din familia Medici. Ludovic al XII-lea încheie pacea cu Ferdinand de Aragon, cedându-i Navarra, dar nu renunță la drepturile sale asupra Ducatului de Milano. În plus, la 23 martie 1513, el încheie cu venețienii, la Blois, un tratat care prevedea împărțirea nordului Italiei între Franța și Republica Venețiană. La sfârșitul lunii mai 1513, o armată franceză comandată de Louis de la Trémoille a traversat Alpii și a avansat spre Milano; simultan, armata venețiană comandată de Bartolomeo d'Alviano a pornit spre vest de Padova. Impopularitatea lui Massimiliano Sforza, care era văzut de milanezi ca o marionetă a mercenarilor elvețieni, a permis francezilor să se deplaseze prin Lombardia întâmpinând doar o slabă rezistență și să recucerească Milano. Totuși, în ciuda superiorității lor numerice, francezii au fost învinși în Bătălia de la Novara (1513)⁠(en)[traduceți] (6 iunie 1513) de către armata mercenarilor elvețieni. Între timp, armata venețiană comandată de condotierul Bartolomeo d'Alviano⁠(en)[traduceți] s-a retras în regiunea Veneto, urmărită îndeaproape de armata spaniolă condusă de Ramón de Cardona⁠(en)[traduceți]. Deși spaniolii nu au reușit să cucerească Padova, apărată cu îndârjire, ei au pătruns adânc pe teritoriul venețian, iar spre sfârșitul lunii septembrie erau în imediata apropiere a Veneției. Cardona a încercat un bombardament de artilerie a orașului, care s-a dovedit a fi în mare parte ineficient; apoi, neavând nave cu care să traverseze laguna venețiană, s-a întors spre Lombardia. Bartolomeo d'Alviano, a cărui armată fusese întărită cu sute de voluntari din nobilimea venețiană, l-a urmărit pe Cardona, cu care s-a confruntat în Bătălia de la La Motta⁠(en)[traduceți], în apropiere de Vicenza (la 7 octombrie 1513). În această bătălie armata venețiană a fost înfrântă decisiv, mulți membri proeminenți ai nobilimii venețiene fiind uciși în afara zidurilor orașului Vicenza, în timp ce încercau să fugă.
Cu toate acestea, Liga Sfânta nu a reușit să valorifice victoria din bătălia de la La Motta. Cardona și Alviano au continuat să se lupte între ei în regiunea Friuli la sfârșitul anului 1513 și în 1514, purtând mai multe bătălii neconcludente, dar spaniolii lui Cardona nu au reușit să facă niciun progres real. Între timp Henric al VIII-lea al Angliei, care  aderase la Liga Sfântă și începuse o campanie în nord-vestul Franței, nu a reușit să obțină niciun teritoriu semnificativ, și a încheiat o pace separată cu Franța.

## Primul război italian al lui Francisc I (1515-1516)

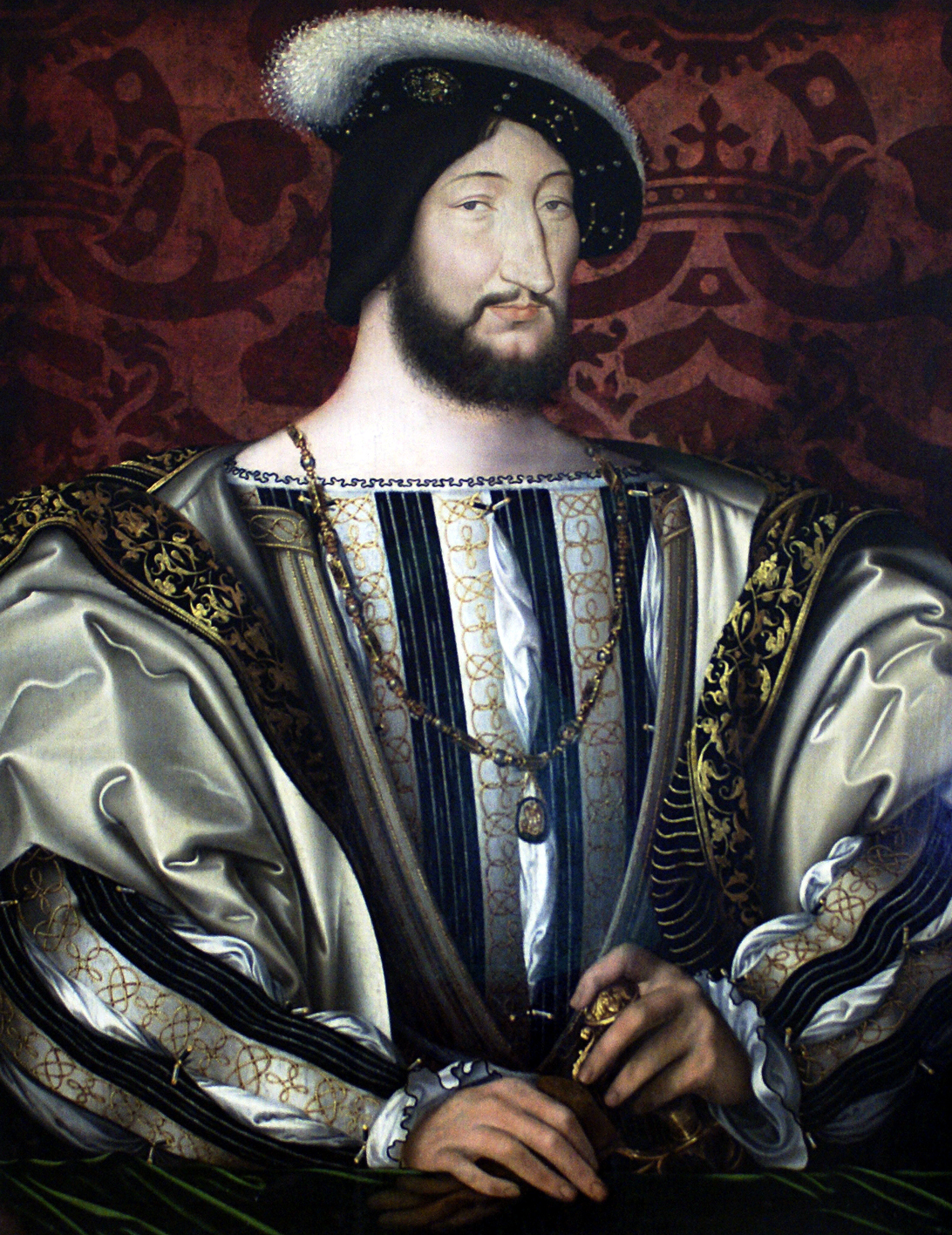
Regele Francisc I al Franței

Moartea lui Ludovic al XII-lea (1 ianuarie 1515) l-a adus pe Francisc I pe tronul Franței. La încoronarea sa (la Reims, 25 ianuarie 1515), Francisc I și-a asumat printre numeroasele sale titluri nobiliare și pe acela de Duce de Milano, afirmând astfel deschis continuarea politicii înaintașilor săi (Carol al VIII-lea și Ludovic al XII-lea) referitoare la pretențiile teritoriale ale coroanei Franței în nordul Italiei. În același an, el s-a pregătit să recupereze posesiunile franceze din Italia, concentrând o puternică armată în Dauphiné (iulie 1515).

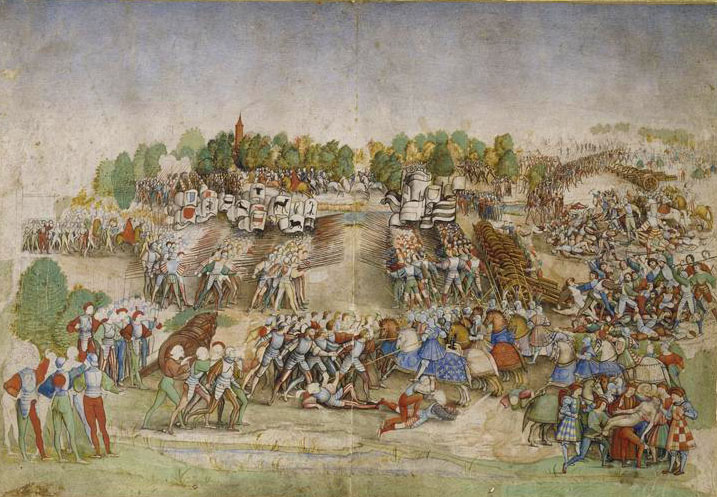
În 1515, alianța franco-venețiană a învins decisiv Liga Sfântă în Bătălia de la Marignano.

Forțele combinate elvețiane și papale s-au deplasat la nord de Milano, pentru a bloca trecătorile alpine, dar Francisc, urmând sfaturile lui Gian Giacomo Trivulzio, a evitat principalele trecători, păzite de elvețieni, și a avansat pe valea râului Stura, ajungând în nordul Italiei fără pierderi semnificative. Avangarda franceză a surprins cavaleria milaneză la Villafranca, învingând-o și capturându-l pe comandant, condotierul Prospero Colonna⁠(en)[traduceți].
Între timp, corpul principal de armată al francezilor, condus personal de Francisc I, s-a confruntat cu elvețienii în celebra bătălie de la Marignano⁠(en)[traduceți] (13 septembrie 1515). Inițial, elvețienii au avut inițiativa, avansând la centrul liniei de bătălie, dar superioritatea cavaleriei și artileriei franceze, coroborată cu sosirea în timp util a corpului de oaste venețian al lui Alviano (care reușise să evite armata spaniolă a lui Cardona la Verona) în dimineața zilei de 14 septembrie, a dus la o victorie decisivă pentru Francisc I și aliații săi venețieni.
După înfrângerea de la Marignano, Liga Sfântă nu mai deținea capacitatea și nici voința de a continua războiul. Francisc I a avansat spre Milano, capturând orașul pe 4 octombrie 1515 și înlăturându-l pe Massimiliano Sforza de pe tronul ducatului. În decembrie, el s-a întâlnit cu papa Leon al X-lea la Bologna. Papa, care între timp fusese părăsit de restul mercenarilor elvețieni, i-a cedat lui Francisc I Parma și Piacenza, iar ducelui de Ferrara Modena; în schimb, a primit garanții de neintervenție franceză în Ducatul de Urbino. La 13 august 1516, Tratatul de la Noyon, semnat de Francisc I și Carol Quintul, recunoștea pretențiile franceze asupra Ducatului de Milano și pretențiile spaniole asupra Regatului de Neapole, Spania retrăgându-se astfel din acest război. Împăratul Maximilian I a continuat însă ostilitățile, făcând o altă încercare de a invada Lombardia; armata lui nu a reușit să ajungă însă până la Milano, iar în decembrie 1516 a început negocierea unei păci cu Francisc I. Rezultatul a fost Tratatul de la Bruxelles, prin care nu numai că Sfântul Imperiu Roman de Națiune Germană a acceptat ocupația franceză a Ducatului de Milano, ci și a confirmat pretențiile venețiene față de restul posesiunilor imperiale din Lombardia (cu excepția Cremonei), încheind efectiv războiul cu revenirea la status quo-ul din 1508.

## Consecințe
Inițial, Liga din Cambrai a fost o alianță anti-venețiană (deși Republica Venețiană era un stat creștin, această alianță a fost considerată în epoca respectivă o „ligă sfântă”, deoarece fusese inițiată de papalitate). Într-o prima etapă, forța militară principală a ligii, Regatul Franței, a traversat Alpii și a obținut o victorie decisivă asupra venețienilor (Bătălia de la Agnadello⁠, 14 mai 1509). În 1510, Papa Iulius al II-lea, considerând că nu mai are nevoie de francezi în Italia, venețienii fiind deja înfrânți, începe o politică antifranceză activă. El proclamă o „Ligă Sfântă” împotriva Franței, ligă la care au aderat Spania, Republica Venețiană, Confederația Veche a Elveției, Anglia și Sfântul Imperiu Roman. Izbucnește astfel Războiul Ligii Sfinte (1510-1514), caracterizat prin asedii și lupte de uzură duse în nordul Italiei, fricțiuni între aliați și chiar răsturnări ale alianțelor. Victoriile și înfrângerile au alternat de la o tabără la cealaltă, dar dezacordurile fundamentale apărute între membrii Ligii Sfinte referitoare la teritoriile recucerite de la francezi, precum și moartea papei Iulius al II-lea, au făcut ca războiul să se termine indecis. În 1515, noul rege al Franței, Francisc I, a readus în discuție pretențiile teritoriale ale coroanei Franței în nordul Italiei (Ducatul de Milano) și a pornit un nou război pentru recuperarea posesiunilor franceze din Italia, război desfășurat între 1515-1516 și care s-a încheiat cu victoria (precară) a francezilor.
Urmările acestor războaie s-au răsfrânt în mod diferit asupra statelor beligerante. Deși Franța a obținut unele victorii strălucite pe câmpul de luptă, inconsecvența și superficialitatea regilor ei a făcut ca aceste victorii să nu fie consolidate; mai mult, în cursul următoarelor războaie italiene din secolul al XVI-lea francezii au fost învinși și alungați definitiv din peninsula italică, Italia dovedindu-se a fi „mormântul francezilor”, așa cum se exprima plastic eminentul istoric Edgar Quinet. Prestigiul Papalității a scăzut mult din cauza politicii aventuriere a lui Iulius al II-lea și a războaielor duse împotriva unor state creștine, această scădere de prestigiu numărându-se printre motivele principale care au dus la declanșarea Reformei Protestante. Sfântul Imperiu German a ieșit cel mai câștigat după această perioadă istorică tulbure. Datorită uniunii personale cu Spania, sub sceptrul lui Carol Quintul, Imperiul a devenit cea mai mare forță militară și politică din Europa, reușind să-i alunge pe francezi din Italia și să-și impună hegemonia în peninsulă. Micile principate și orașe-state italiene au avut cel mai mult de suferit în urma acestor războaie. Pierderile umane și materiale au fost însemnate, iar autonomia de care se bucuraseră până în secolul al XV-lea a devenit iluzorie, nordul Italiei fiind strict controlat de Sfântul Imperiu German (cu excepția notabilă a Veneției), iar sudul de Spania, pentru o perioadă de circa trei secole, până la Unificarea Italiei.